# خورشیدگرفتگی ۲۸ آوریل ۱۹۳۰
خورشیدگرفتگی ۲۸ آوریل ۱۹۳۰ (به انگلیسی: Solar eclipse of April 28, 1930) یک خورشیدگرفتگی از نوع خورشیدگرفتگی دوگانه است. 
این خورشیدگرفتگی در تاریخ ۲۸ آوریل ۱۹۳۰ میلادی (‎۸ اردیبهشت ۱۳۰۹ خورشیدی) روی داد که زمان اوج آن، ساعت ۱۹:۰۳:۳۴ به‌وقت ساعت هماهنگ جهانی بوده‌است.